# Iria inornata
Iria inornata är en insektsart som beskrevs av Carl Stål. Iria inornata ingår i släktet Iria och familjen hornstritar. Inga underarter finns listade i Catalogue of Life.